# Rede de difusão

Logotipos dos cinco maiores dos EUA, de redes de transmissão (em sentido horário a partir do canto superior esquerdo: NBC, CBS, ABC, CW, FOX.)

Uma rede de difusão é um grupo de estações de rádio, estações de televisão, ou outros meios eletrônicos de comunicação, que formam um acordo para o ar, ou de transmissão, de conteúdo a partir de um sistema centralizado de origem. Por exemplo, Public Broadcasting Service (EUA), BBC (Reino Unido) e Globo (Brasil) são redes de TV que fornecem programação para a TV local estação de afiliados para o ar usando sinais de que pode ser pego pela casa aparelhos de televisão locais de espectadores.
Streaming de mídia, rádio do Internet, webcasts, às vezes são consideradas formas de transmissão, apesar da falta de estações de transmissão, seus praticantes também pode ser chamados de "emissoras" ou mesmo "redes de difusão".

## História

### As redes da américa
Reginald Fessenden, um ex-engenheiro de comunicações e pesquisador do U.S. Weather Bureau foi o primeiro indivíduo a transmissão regular de uma transmissão de rádio.Predefinição:Dubious Suas transmissões foram para os navios no mar, para que ele usou rádio telegrafia equipamento. Seus programas consistiu de um programa de Handel peça, um violino e uma leitura da Bíblia. Ele afirmava ser o primeiro a transmitir a voz humana. A General Electric foi incentivado anos mais tarde, para criar o Radio Corporation of America (RCA). Em torno deste tempo, a AT&T também se envolveu no rádio.

#### AT&T
Com todas estas estações indo para o ar, A AT&T desenvolveu o conceito de compartilhamento de programação para economizar esforço necessário para criar a programação. Além disso, programas, por vezes, apelou para o público de mais de uma estação. Quando dois ou três estações de vincular a partir de uma linha de telefone é chamado de cadeia de radiodifusão. Desde as linhas de telefone foram detidas pela AT&T, eles foram a primeira empresa a iniciar a partilha de duas ou três estações, através das linhas de telefone.
Em 1924, a Eveready Horas foi transmitido por 12 estações, muitas delas de propriedade da AT&T. Eveready Hora foi a primeira comercialmente patrocinado show de variedades na história da radiodifusão. As empresas nacionais foram capazes de chegar a grande parte da nação com os seus nomes de marcas e slogans em uma engenhosa maneira. Em 1925, a AT&T havia ligados 26 de estações em uma rede. Eles também correram de uma propriedade e operados (O&S) da estação, a WEAF , de Nova York.

#### RCA
Radio Corporation of America (RCA) seguiu o exemplo, usando AT&T para o modelo de rede. No entanto, o conflito resultou como RCA necessários para a concessão de linhas de telefone da AT&T. A Comissão Federal de Comércio (FTC) notou isso e cobrado AT&T com os Estados Unidos, a lei antitruste violações. Em 1926, a AT&T vendeu o seu radiodifusão interesses para RCA. RCA acordado para concessão de conexões de rede da AT&T e, durante várias décadas, a AT&T fez um negócio lucrativo no rádio e na televisão em rede.

#### NBC
Em 1926, a RCA criou a National Broadcasting Company (NBC), sob David Sarnoff. Quando a NBC iniciado pela primeira vez, é composta por dois grupos de estações que trabalharam juntos, com diferentes programas e patrocinadores para apoiar. As duas redes foram chamados NBC Vermelho e NBC Azul. NBC Vermelho coberto mais forte estações e NBC Azul coberto estações mais fracas.
Em 1941, a Comissão Federal de Comunicações (FCC) emitiu um Relatório sobre a Cadeia de Radiodifusão, uma investigação sobre as práticas monopolistas das redes de rádio. A FCC citada NBC Vermelho e NBC Azul como principal preocupação, o que a comissão achava que era anti-competitiva. Desde que a FCC não tem o poder de regular as redes, eles decidiram objetivo a regulamentação para as estações. Em 1943, a Suprema Corte dos Estados Unidos tirou o FCC poder para impor a cadeia de radiodifusão regulamentos. NBC Blue foi vendido para Eduardo Nobre , que mais tarde nomeou a American Broadcasting Company (ABC). a NBC também tinha uma cadeia de estações de ondas curtas, chamada NBC Branco de Rede, na década de 1930.

#### CBS
Durante o ano de 1926 e 1927, casa rádios foram aumentando drasticamente em popularidade. A terceira rede de rádio que surgiu foi a Columbia Broadcasting System (CBS). William S. Paley comprou de Columbia. CBS lutou em primeiro lugar, porque ambas as redes NBC tinha a cabeça. Paley ajudou a CBS para levá-los onde NBC foi. Em Paley liderança, CBS focado em programação de entretenimento, notícias e novidades afiliação. Redes regionais na CBS também existia em várias partes do país. CBS contratou Edward R. Murrow , que é creditado com o incentivo classificações drasticamente. Murrow e CBS cobriu a guerra na Europa, enquanto que Adolf Hitler esteve no poder. A NBC e a ABC, retirou-se da guerra por razões de segurança. Como resultado de correr o risco, da CBS classificações de disparou.

#### ABC
NBC Blue foi vendido para Eduardo Nobre, e tornou-se a American Broadcasting Company (ABC). ABC nasceu devido à controvérsia que a FCC tinha com a NBC Azul e NBC Vermelho. Em meados dos anos 1940, a radiodifusão arena foi um conjunto de Três grandes redes de televisão de batalha. Nobre da rede quase fui à falência e, em 1951 Leonard Goldenson e United Paramount Teatros ABC comprou por us $25 milhões. Em 1964, o ABC venceu as classificações de raça em cinqüenta maiores mercados dos EUA. Em 1970-71 temporada, a ABC classificada em #1 no Nielsen ratings com um médico drama chamado Marcus Welby, M. D., a primeira ABC show de televisão no topo da lista.

### Canadense de redes nacionais

#### O HEMOGRAMA
Canadian Broadcasting Corporation

#### CTV
CTV Rede de Televisão

#### Global
Global De Uma Rede De Televisão